# Гарячка Сіндбіс
Гарячка Сіндбіс (також хвороба, яку спричинює вірус Сіндбіс, англ. Sindbis fever, Sindbis virus disease) — зоонозна арбовірусна хвороба. Перший випадок хвороби у людей виявлено 1961 року в Уганді. У 1974 році верифіковано епідемію цієї хвороби у Південній Африці.

## Етіологія
Вірус Сіндбіс належить до родини Togaviridae, роду альфавірусів, комплексу західного енцефаломієліта коней. Уперше його було виділено від орнітофільних комарів роду Culex у 1952 році в Каїрі, Єгипет, названо за округом Сіндбіс, який розташовано на 30 км північніше Каїра.
Оточений ікосаедричним капсидом. Геном є одноланцюговою РНК завдовжки приблизно 11,7 кілобайт. Вона має 5'ковпачок і 3'поліаденілатний хвіст, тому служить безпосередньо як передавач РНК (мРНК) у клітини хазяїна. Геном кодує чотири неструктурні білки на 5'ковпачку, а капсид і два конвертні білки — на 3'-хвості. Це характерно для всіх тогавірусів. Реплікація відбувається в цитоплазмі, є швидкою. Некодуючий елемент РНК визнаний важливим для реплікації генома.
Вірус Сіндбіс є аналогом вірусу західного енцефаломієліту коней у Західній півкулі, але менш патогенний, не має такого ветеринарного значення й спричинює у людей переважно хворобу з легким клінічним перебігом. Вірус Сіндбіс пов'язаний зі збудником хвороби Погоста у (носить назви «хвороба Окельбо» в Швеції та «карельська гарячка» в Російській Федерації). Є думки, що це варіанти геномокомплексу вірусу Сіндбіс, для всіх випадків цих хвороб рекомендовано застосовувати назву «гарячка Сіндбіс», так як генетично, екологічно, епідеміологічно і клінічно ці хвороби ідентичні. Відкриті не так давно віруси Бабанкі в Африці та Кзил-Агач в Азербайджані ймовірно є серотипами вірусу Сіндбіс. Виділено багато географічних штамів.

## Епідеміологічні особливості
Хвороба поширена в Африці, Європі (Німеччині, Італії, Чехії, Росії, Україні), Австралії, Південно-Східній Азії. Спалахи гарячки Сіндбіс часто відбуваються в Африці разом зі спалахами гарячки Західного Нілу. Джерелом інфекції є хвора людина, основним джерелом і резервуаром — птахи. Хвороба передається трансмісивним механізмом передачі інфекції, специфічні переносники — комари C. univittatus, C. antennatus, а також інші види. Виділення вірусів від окремих кліщів на сьогодні вважаються випадковими, а передача через кліщів не доказана. Найбільший ризик зараження серед сільських жителів.

## Патогенез
Розвиток хвороби перш за все залежить від стану організму, а також від кількості вірусу, що потрапив, його вірулентності та штамових властивостей. Часто при потраплянні в організм людини вірус гине вже в місці його інтродукції. Вірусемія ймовірно не відіграє ролі в патогенезі. Мають значення утворення прозапальних цитокінів, алергічні реакції. Є окремі елементи капіляротоксикозу.

## Клінічні ознаки
Інкубаційний період триває менше тижня. Характерним є плямистий висип, який з'являється на тулубі та поширюється на кінцівки. Виникають міалгії та артралгії за типом мігруючого поліартриту, частіше уражаються дрібні суглоби кистей і стоп, променевозап'ястні, гомілковостопні, колінні та ліктьові суглоби. Артралгія, а, часом й артрити, можуть зберігатися місяцями і навіть роками, але деформація суглобів нехарактерна. Поліартралгії з висипом вважають характерними для цієї хвороби. Нечасто виникає гарячка, як правило невисокого рівня, менінгеальний синдром. Висип проходить протягом тижня, при цьому плями поступово трансформуються у папули, потім у везикули. Багато випадків є або безсимптомними, або перебігають клінічно стерто. Смертельних випадків не зафіксовано.

## Діагностика
Клінічна діагностика ґрунтується на появі характерного висипу та артралгічного синдрому. Підтверджують діагноз за допомогою реакції непрямої гемаглютинації (РНГА), імуноферментного аналізу (ІФА) виявленням IgM до вірусу. Можливим є використання полімеразної ланцюгової реакції (ПЛР) для виявлення в крові РНК вірусу.

## Лікування
Станом на 2018 рік етіотропну терапію не розроблено. Проводиться патогенетичне лікування. За наявності тривалого перебігу артритів або артралгій застосовується терапія нестероїдними протизапальними препаратами.

## Профілактика
Специфічна профілактика не розроблена. Головним напрямком є профілактика укусів комарів, як це відбувається при малярії.